# Assar Bengtsson
Assar Joakim Nikolaus Bengtsson, född 20 november 1909 i Hököpinge församling, Malmöhus län, död 28 februari 2004 i Helgeands församling, Skåne län, var en svensk riksspelman. 

## Biografi
Assar Bengtssons mor sjöng och hans far spelade flöjt; morfadern var spelmannen Ludvig Thulin. Vid åtta år började Bengtsson spela fiol och spelade även på träskofiol. Familjen flyttade till Malmö och Bengtsson lärde känna spelmanskollegan Carl-Erik Berndt, som han sedan ofta spelade tillsammans med. Han blev riksspelman 1964 och fick Zorns guldmärke 1974.
Bengtsson spelade och turnerade med sin son Staffan med sina träskofioler och fioler under hela 1980-talet och en bit in på 1990-talet. De har också en del gemensamma framträdanden i SVT och en del inspelningar på Radio Malmöhus.